# Frode Kristoffersen
Frode Jelling Kristoffersen (født 9. august 1931, død 22. marts 2016) var en dansk journalist, tidligere DR (tv-)korrespondent og forhenværende medlem af Europa-Parlamentet (MEP) for Det Konservative Folkeparti.
Han var bl.a. kendt fra DR, hvor han i 1993-1994 rejste rundt i Europa og præsenterede EU-medlemslandene. Tv-serien havde titlen Frodes forunderlige rejse og blev tilrettelagt af Jydske TVs Bo Damgaard (kendt fra DR og senere programchef på TV 2). Seertallene var omkring 1 mio. og fik nogle af de højeste seervurderinger.
Efter sin tid som korrespondent i Berlin/Tyskland, London/England, Bonn/Tyskland, Strasbourg/Frankrig og Bruxelles/Belgien, var han bl.a. programchef for Radio Syd (DR) i Aabenraa.
Kristoffersen blev konservativt medlem af EF-Parlamentet, da han den 6. november 1988 afløste Claus Toksvig. Kristoffersen var medlem af parlamentet til den 24. juli 1989. Han blev valgt igen i 1994 og var medlem fra 19. juli 1994 til 19. juli 1999. I parlamentet tilsluttede han sig Den Europæiske Demokratiske Gruppe (ED).
Han boede sine sidste år i Aabenraa og fik Aabenraa Gymnasiums Filmfestival, der har været afholdt siden 1992, opkaldt efter sig.
Frode Kristoffersen var en kendt person i Sønderjylland.

## Udgivelser
- Jorden rundt på tommelfinger, 1960, Sirius
- Der var engang i Synneborre, 2007, Det Danske Idéselskab, ISBN 87-990510-8-7
- Mit Europa, 2008, Gyldendal, ISBN 978-87-02-05734-8